# 小行星4482
小行星4482（4482 Frèrebasile）是一颗绕太阳运转的小行星，为主小行星带小行星。该小行星于1986年9月1日发现。

## 轨道参数
小行星4482的轨道半长轴为2.3428990 UA，离心率为0.259。